# Dessau Hauptbahnhof
Der Dessauer Hauptbahnhof ist der wichtigste Personenbahnhof der Stadt Dessau-Roßlau in Sachsen-Anhalt.

## Anlage

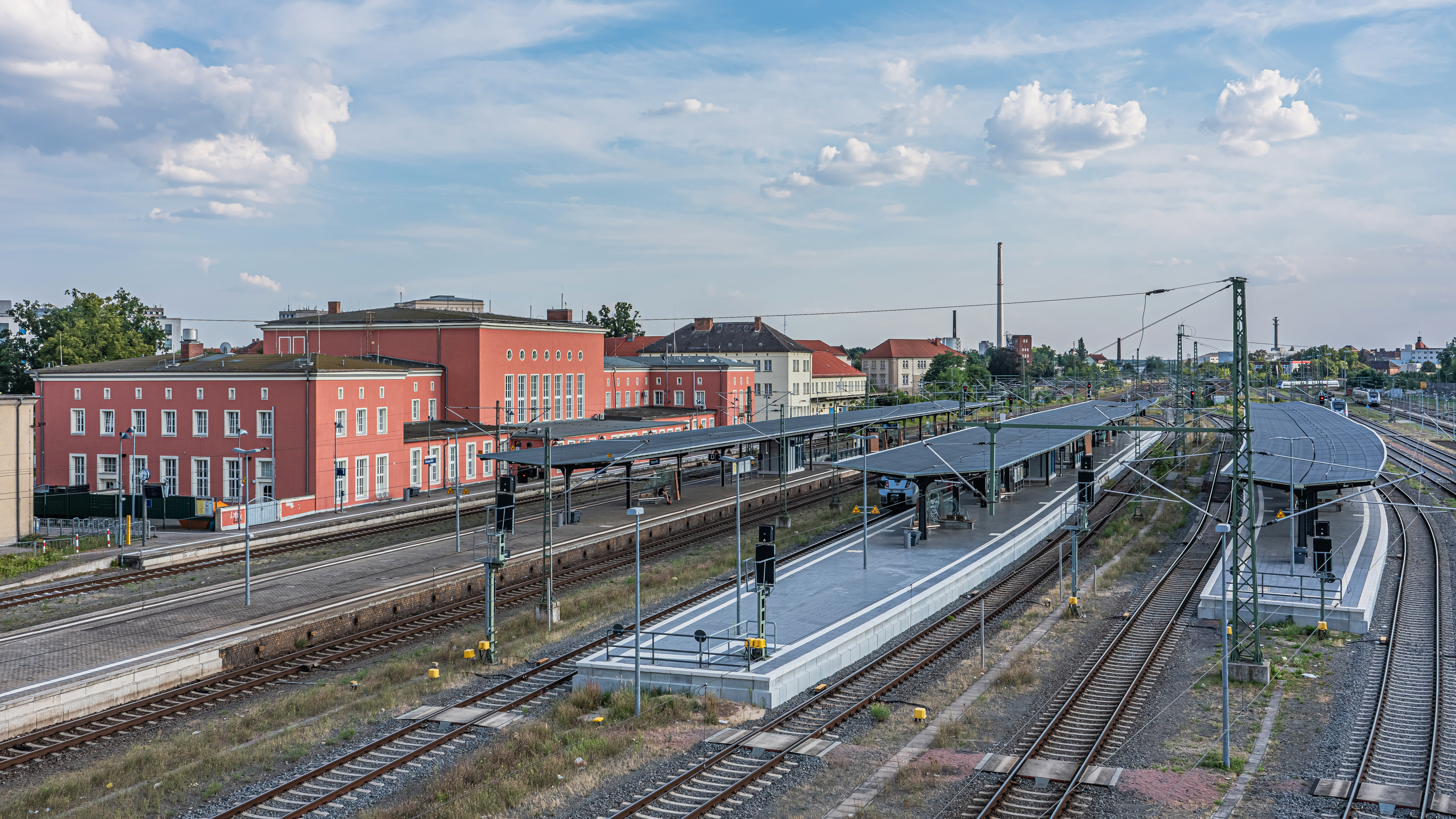
Bahnsteige (2022)

Der Bahnhof befindet sich im südlich der Elbe gelegenen Stadtteil Dessau, westlich der dortigen Innenstadt. Es handelt sich um einen in Nord-Süd-Richtung angelegten Durchgangsbahnhof. Das denkmalgeschützte Empfangsgebäude liegt östlich der Gleisanlagen, von diesem erschließt ein Fußgängertunnel mit Aufzügen die Bahnsteige und stellt eine Verbindung zum westlichen Ausgang her.
Auf dem östlich gelegenen Vorplatz befinden sich eine Straßenbahn- und Bushaltestelle, außerdem Fahrradabstellplätze. Der westliche Zugang inkl. Vorplatz wurde im Jahr 2010 neu gestaltet und ein P+R-Parkplatz sowie weitere überdachte Fahrradabstellplätze eingerichtet.

## Geschichte
Dessau und Roßlau besaßen bereits früh wegen der Querung der Elbe eine große Bedeutung im Eisenbahnverkehr. Die erste Bahnverbindung wurde am 1. September 1840 von der Berlin-Anhaltischen Eisenbahn-Gesellschaft eröffnet. 1911 wurde bereits die Verbindung nach Bitterfeld elektrifiziert. Wegen der Ansiedlung mehrerer Industriebetriebe in der Region, beispielsweise der Junkers-Flugzeugwerke, besaß die Eisenbahn eine große Bedeutung für die Logistik.

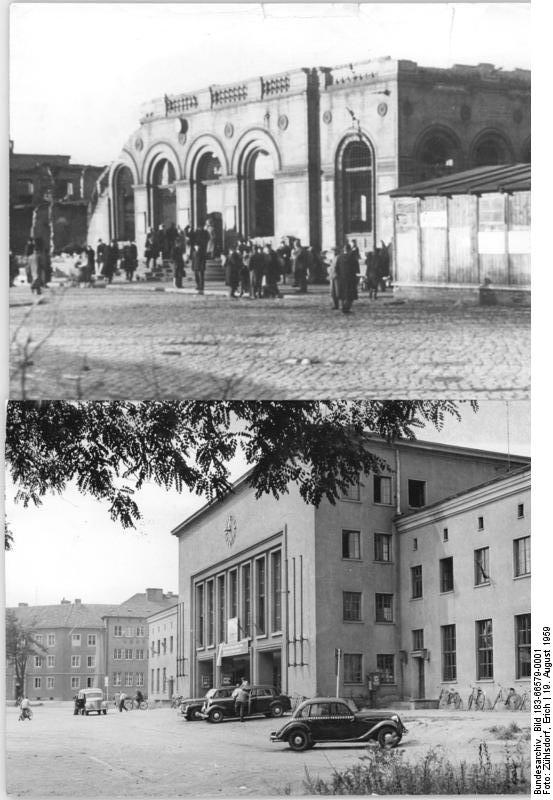
1945 (oben), 1959 (unten)

Im Zweiten Weltkrieg wurde das Empfangsgebäude bei einem Bombenangriff am 7. März 1945 zerstört, die Ruine später abgerissen und bis 1952 durch einen Neubau ersetzt.
Nachdem der Bahnhof lange Zeit auch ein Halt für Interregio- und Intercity-Züge war, wird er seit 2006 – bis auf einzelne IC-Züge – ausschließlich im Regionalverkehr bedient, da sich Dessau abseits der großen Hauptstrecken Berlin – Wittenberg – Halle und Magdeburg – Halle – Leipzig befindet.
In den Jahren 2008 bis 2011 erfolgte ein umfassender Umbau mit einer grundlegenden Sanierung der Gleis- und Oberleitungsanlagen des Eisenbahn-Verkehrsknotens Roßlau/Dessau und somit auch der Anlagen am Hauptbahnhof Dessau. Der Spurplan des Bahnhofs wurde vereinfacht, sodass eine Geschwindigkeit von 160 km/h möglich ist. Am 5. Dezember 2010 wurde das elektronische Stellwerk (ESTW) Dessau in Betrieb gekommen.
Seit 2007 steht eine im Rahmen des Schnittstellenprogramms realisierte Park&Ride-Anlage am neu gestalteten Westausgang zur Verfügung.
Im Zuge des Konjunkturpaketes I der Bundesrepublik Deutschland wurde das Empfangsgebäude bis 2011 durch die DB Station&Service AG energetisch saniert, der Energieverbrauch wurde dadurch um mehr als die Hälfte gesenkt. Der Schwerpunkt der Maßnahmen der Sanierung lagen auf der umfassenden Gestaltung und Neuordnung des Bahnhofs. Die Kombination von Ausstellungsflächen der Stadt, der Bauhaus-Stiftung und des Umweltbundesamtes mit einem Wartebereich soll den Innenbereich zu einem Erlebnisort machen und die Wartezeit kurzweilig und angenehm gestalten. Im Jahr 2013 wurden die Räumlichkeiten der Bahnhofsmission erweitert und modernisiert.
Zum 13. Dezember 2015 wurde Dessau an das Netz der S-Bahn Mitteldeutschland angeschlossen.
Im November 2018 begannen die Sanierungsarbeiten an den Bahnsteigen 2/3, 4/5 und 6/7 sowie deren Überdachungen und Beleuchtung. Um den Denkmalschutz zu berücksichtigen, wurde die Bahnsteigausstattung wie Vitrinen, Sitzbänke und Müllbehälter speziell angefertigt. Insgesamt wurden über fünf Millionen Euro investiert. Die Arbeiten sollten Ende 2019 abgeschlossen sein. Bis dahin war aber nur der Bahnsteig 2/3 fertiggestellt. Die beiden anderen Bahnsteige wurden bis Dezember 2021 erneuert. Darüber hinaus war bis Ende 2018 vorgesehen, den Vorplatz des Bahnhofs sowie den Busbahnhof umzugestalten. Von den hierfür veranschlagten etwa drei Millionen Euro wurden rund 1,9 Millionen Euro durch die Nahverkehrsservice Sachsen-Anhalt (Nasa) über das Schnittstellenprogramm für den Öffentlichen Personennahverkehr gefördert, der Eigenanteil der Stadt lag bei 300.000 Euro. Im September 2019 wurde der umgestaltete Bahnhofsplatz eingeweiht.

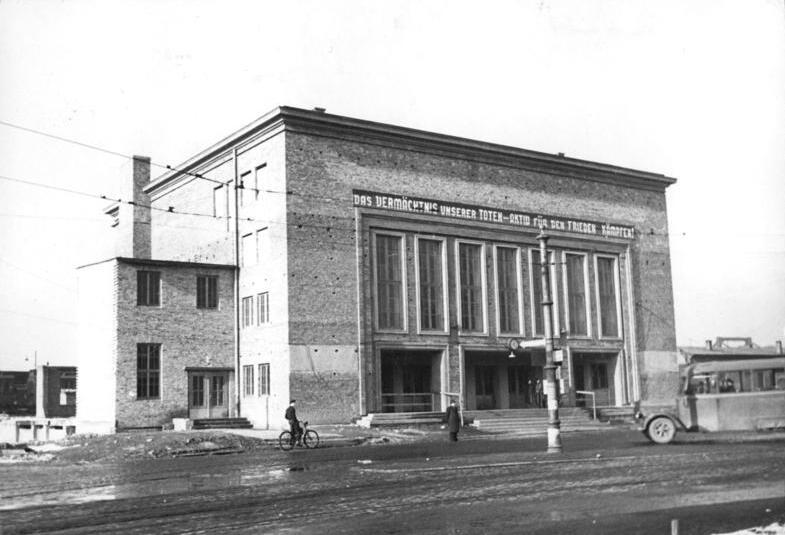
Empfangsgebäude, 1951
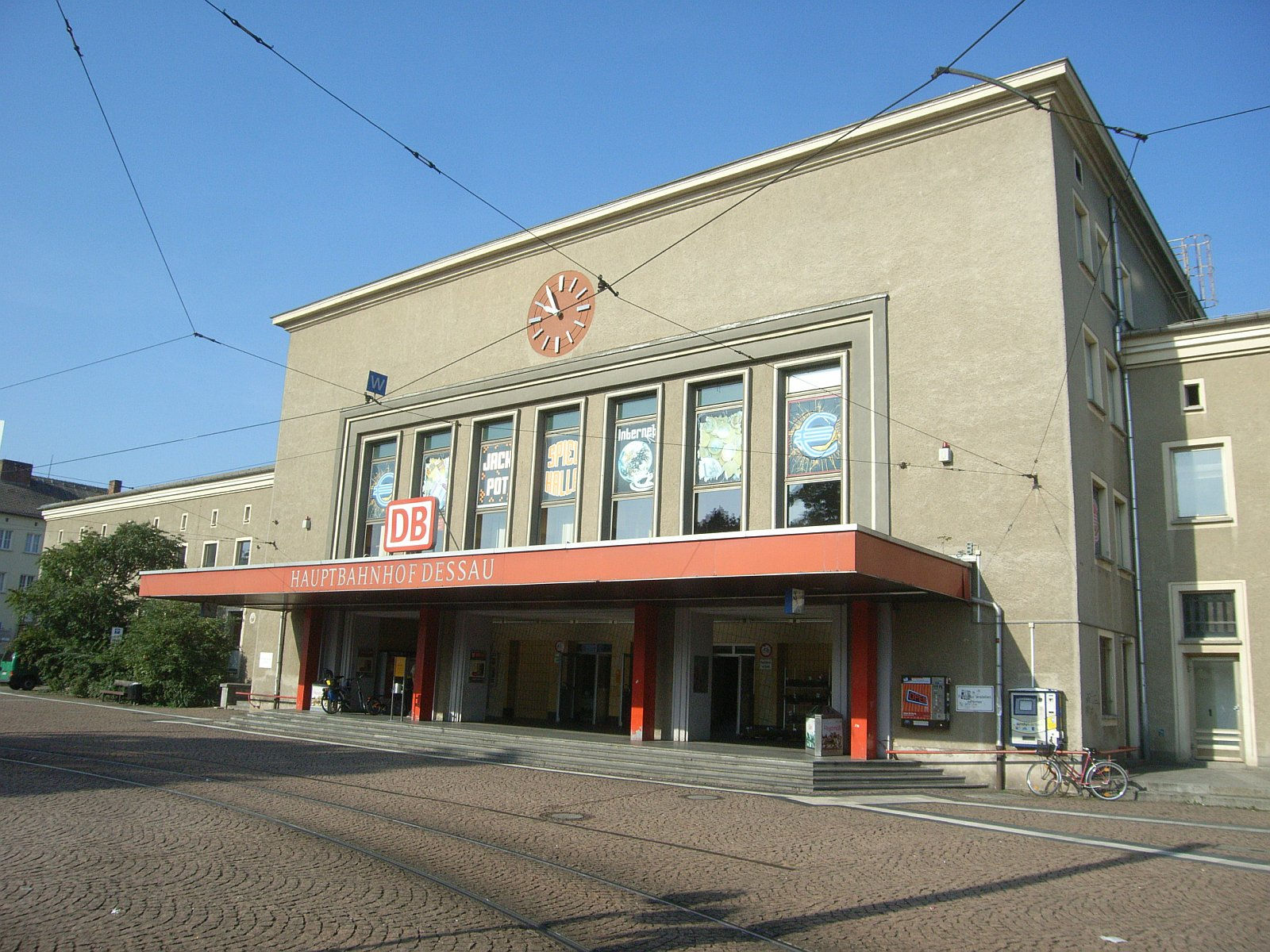
Empfangsgebäude, 2009
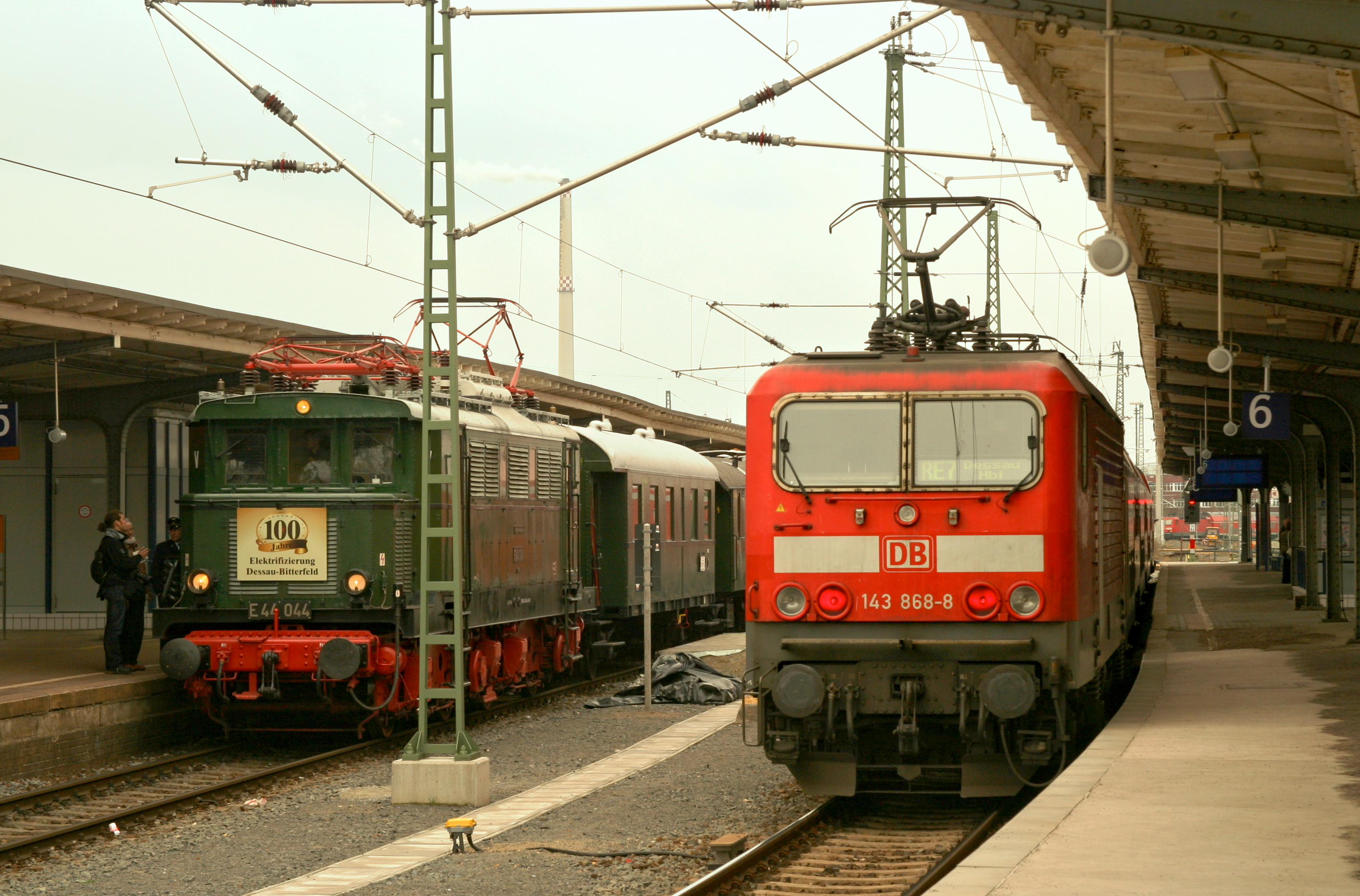
Sonderzug anlässlich des 100. Jahrestages der Elektrifizierung der Strecke Dessau–Bitterfeld, 2011
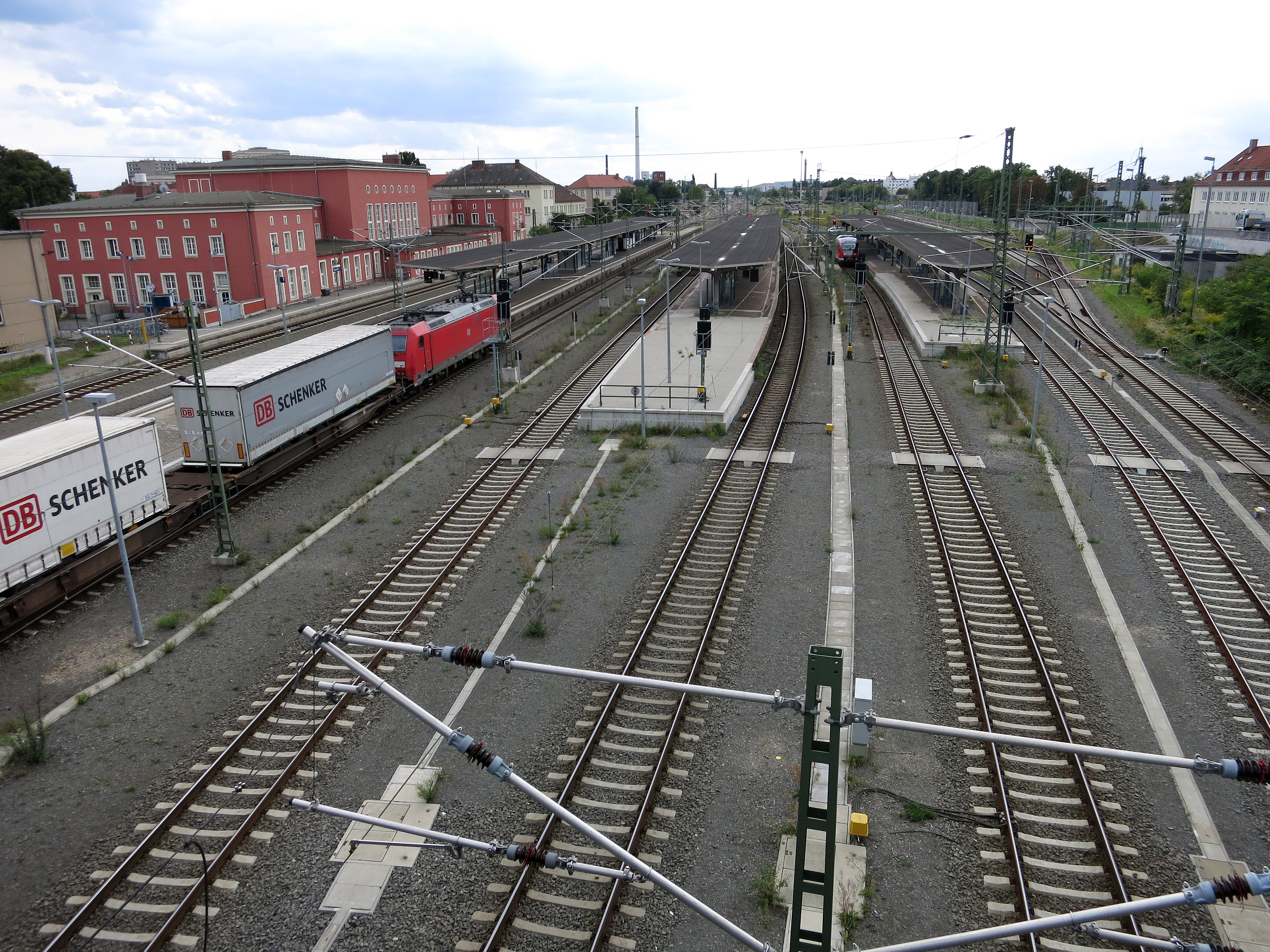
Gleisfeld nach der Sanierung, 2014
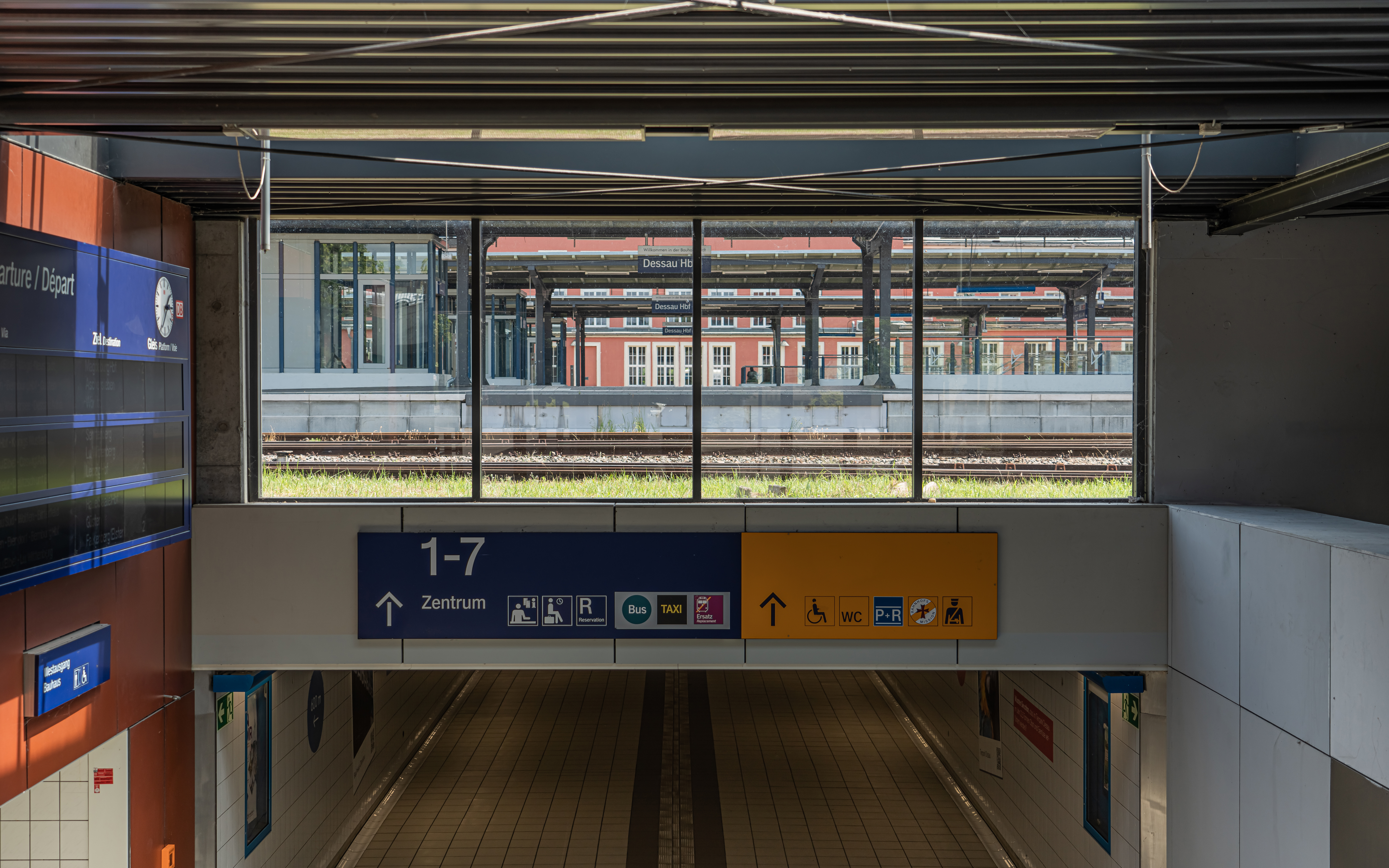
Der Fußgängertunnel zur Unterquerung der Gleisanlagen

## Verkehrsanbindung
Der Hauptbahnhof besitzt eine überregionale Bedeutung. Seit der Inbetriebnahme des neuen Berliner Hauptbahnhofs im Jahr 2006 verkehren im Fernverkehr nur noch einzelne Intercity- und Intercity-Express-Züge an bestimmten Wochentagen. Die Züge der Bahnstrecke Dessau – Wörlitz (Dessau-Wörlitzer Eisenbahn) verkehren nur während der Sommersaison. DB InfraGO ordnet den Bahnhof in die Preisklasse 3 ein.
Wenn die Bahnstrecke Magdeburg–Leipzig über Köthen und Halle wegen Bauarbeiten oder Unregelmäßigkeiten gesperrt ist, werden die Intercity-Züge der Linien 55/56 umgeleitet und halten dabei auch in Dessau Hauptbahnhof.
| Linie                    | Linienverlauf                                                                                   | Takt (min)                                                                 | EVU              |
| ------------------------ | ----------------------------------------------------------------------------------------------- | -------------------------------------------------------------------------- | ---------------- |
| IC 55                    | Dortmund – Hannover – Magdeburg – Dessau – Leipzig – Dresden                                    | einzelner Zug (Fr)                                                         | DB Fernverkehr   |
| IC 56                    | Dresden – Leipzig – Dessau – Magdeburg – Hannover – Bremen – Oldenburg – Emden                  | ein Zug freitags (Oldenburg – Dresden); ein Zug sonntags (Dresden – Emden) | DB Fernverkehr   |
| RE 3                     | Berlin – Ludwigsfelde – Lutherstadt Wittenberg – Dessau – Bitterfeld – Halle                    | einzelner Zug                                                              | DB Regio Nordost |
| RE 7                     | Dessau – Roßlau – Bad Belzig – Michendorf – Berlin – Königs Wusterhausen – Lübben – Senftenberg | 060                                                                        | DB Regio Nordost |
| RE 13                    | Magdeburg – Biederitz – Zerbst – Roßlau – Dessau – Wolfen – Bitterfeld – Delitzsch – Leipzig    | 060                                                                        | DB Regio Südost  |
| RE 14                    | Dessau – Roßlau – Coswig – Lutherstadt Wittenberg – Annaburg – Falkenberg                       | einzelne Züge                                                              | DB Regio Südost  |
| RB 50                    | Dessau – Köthen – Bernburg – Güsten – Aschersleben                                              | 060 (Dessau–Güsten) 120 (Güsten–Aschersleben)                              | start            |
| RB 51                    | Dessau – Roßlau – Coswig – Lutherstadt Wittenberg                                               | 060                                                                        | DB Regio Südost  |
| S 2                      | Dessau – Wolfen – Bitterfeld – Delitzsch – Leipzig – Leipzig-Stötteritz                         | 120                                                                        | DB Regio Südost  |
| S 8                      | Dessau – Wolfen – Bitterfeld – Landsberg – Halle                                                | 120                                                                        | DB Regio Südost  |
| DVE                      | Dessau – Oranienbaum – Wörlitz                                                                  | 120 (verkehrt März–Oktober)                                                | DVE              |
| Stand: 15. Dezember 2024 |                                                                                                 |                                                                            |                  |

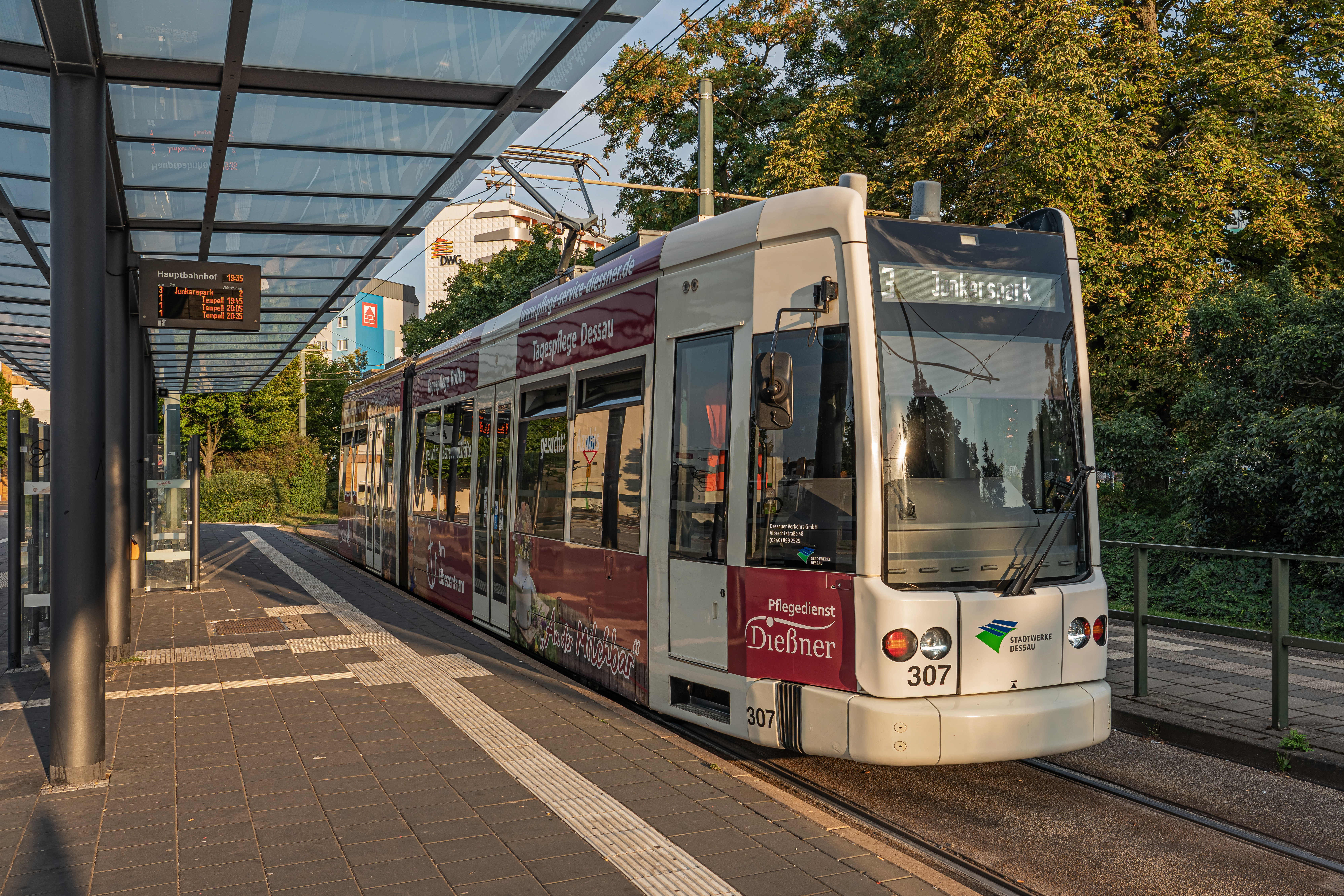
Ein Straßenbahnwagen am Hauptbahnhof Dessau

Am Bahnhofsvorplatz befindet sich der Busbahnhof, von dem Regionalbuslinien der Vetter Verkehrsbetriebe sowie der PlusBus des Bahn-Bus-Landesnetz Sachsen-Anhalt auf folgenden Verbindungen verkehren:
- Linie 310: Dessau ↔ Oranienbaum ↔ Gräfenhainichen
- Linie 471: Dessau ↔ Kleinkühnau ↔ Aken

Weiterhin ist der Hauptbahnhof durch zwei Straßenbahn- und acht Stadtbuslinien angebunden. Über den Bahnhof verlaufen auch die sechs Nachtbuslinien.